# Joseph Guéguen (homme politique)
Pour l’article homonyme, voir Joseph Gueguen.
Joseph René Guéguen est un homme politique français né le 4 novembre 1832 à Châteauneuf-du-Faou (Finistère) et décédé le 4 mai 1891 à Châteauneuf-du-Faou.
Greffier de la justice de paix de sa ville natale en 1858, il est élu conseiller général en 1874. L'année suivante, il devient notaire à Plonévez-du-Faou, ville dont il devient maire en 1882. Il est député, républicain, du Finistère de 1881 à 1885, puis de 1889 à 1891.

## Sources
- « Joseph Guéguen (homme politique) », dans Adolphe Robert et Gaston Cougny, Dictionnaire des parlementaires français, Edgar Bourloton, 1889-1891 [détail de l’édition]
- « Joseph Guéguen (homme politique) », dans le Dictionnaire des parlementaires français (1889-1940), sous la direction de Jean Jolly, PUF, 1960 [détail de l’édition]